# Őrök világa
Az Őrök világa (Чистовик Csisztovik; szó szerint: „Tisztázat”) egy 2007-ben megjelent fantasy kalandregény Szergej Vasziljevics Lukjanyenko tollából, a Világok őre folytatása. A regény a kétkötetes Kirill-ciklus második része, főszereplője pedig a korábbi funkcionális, Kirill.
Magyarul 2012-ben jelent meg Weisz Györgyi fordításában a Galaktika Fantasztikus Könyvek sorozat tagjaként. 

## Cselekmény
|  | Alább a cselekmény részletei következnek! |

Kirill azt hitte, hogy mivel elvesztette funkcionális képességeit, ezért nyugodtan élheti az életét. Egy vonatútja közben ráébred, hogy egykori társai üldözik őt, így menekülni kényszerül. Kirill korábbi ellenségeivel és új emberekkel is megismerkedik, valamint új világokat jár be. Rájön, hogy ismét ráhárul a megváltó szerepe, de vajon akarja-e ezt? Efelől kétségei támadnak, hiába nyerte vissza egykori hatalma egy részét. Nem is beszélve arról, hogy egykori barátjával is van egy rendezetlen ügye.
|  | Itt a vége a cselekmény részletezésének! |

## Magyarul
- Őrök világa; ford. Weisz Györgyi; Metropolis Media, Bp., 2012 (Galaktika fantasztikus könyvek)